# Deutsche Leichtathletik-Hallenmeisterschaften 1969
Die 16. Deutschen Leichtathletik-Hallenmeisterschaften fanden am 23. Februar 1969 in der Dortmunder Westfalenhalle statt. Gelaufen wurde auf einer 160 m langen Rundbahn.
Erstmals wurden auch Medaillen im Gehen vergeben. Dieser Wettkampf wurde in Mainz ausgetragen.

## Medaillengewinner Männer
| Disziplin      | Gold                                                                                 | Leistung    | Silber                                                                          | Leistung    | Bronze                                                                                 | Leistung    |
| -------------- | ------------------------------------------------------------------------------------ | ----------- | ------------------------------------------------------------------------------- | ----------- | -------------------------------------------------------------------------------------- | ----------- |
| 50 m           | Gerhard Wucherer (TSV 1860 München)                                                  | 5,6 s       | Hartmut Strempel (Düsseldorfer SV 04)                                           | 5,7 s       | Heinz Rienecker (FSV Frankfurt)                                                        | 5,8 s       |
| 200 m          | Edgar Krüger (PSV Essen)                                                             | 21,8 s      | Falko Geiger (Stuttgarter Kickers)                                              | 22,1 s      | Horst Haßlinger (TV Fürth 1860)                                                        | 22,2 s      |
| 400 m          | Peter Bernreuther (DJK Würzburg)                                                     | 49,9 s      | Peter Stemmermann (MSV Duisburg)                                                | 50,1 s      | Karl-Hermann Tofaute (TuS 04 Leverkusen)                                               | 50,1 s      |
| 800 m          | Arnd Krüger (SV Bayer 04 Leverkusen)                                                 | 1:52,0 min  | Anton Adam (DJK Würzburg)                                                       | 1:52,1 min  | Reiner Föhrenbach (ASC Darmstadt)                                                      | 1:52,8 min  |
| 1500 m         | Jürgen May (SV Schwalbe Hanau)                                                       | 3:41,4 min  | Karl-Heinz Schirmeier (TV Lahr)                                                 | 3:48,1 min  | Gerhard Machunze (SV Bayer 04 Leverkusen)                                              | 3:50,7 min  |
| 3000 m         | Werner Girke (VfL Wolfsburg)                                                         | 8:01,4 min  | Lutz Philipp (ASC Darmstadt)                                                    | 8:11,6 min  | Gerd Mölders (FC Bayer 05 Uerdingen)                                                   | 8:15,0 min  |
| 50 m Hürden    | Günther Nickel (SV Bayer 04 Leverkusen)                                              | 6,5 s       | Werner Trzmiel (ASC Darmstadt)                                                  | 6,5 s       | Eckart Berkes (USC Mainz)                                                              | 6,8 s       |
| 10.000 m Gehen | Karl-Heinz Pape (TSV Salzgitter)                                                     | 46:10,4 min | Julius Müller (Delmenhorster TV)                                                | 46:17,2 min | Gerhard Weidner (TSV Salzgitter)                                                       | 46:57,2 min |
| 4 × 400 m      | VfB Stuttgart (Hans-Dieter Hübner, Gerd Viergutz, Ulrich Strohhäcker, Helmar Müller) | 3:16,4 min  | TSV 1860 München (Hans Jäger, Donat Ertel, Martin Jellinghaus, Rainer Schubert) | 3:16,7 min  | LG PSV / WSV Wuppertal (Klaus Middecke, Norbert Mosch, Jürgen Schmidt, Manfred Kinder) | 3:18,8 min  |
| 3 × 1000 m     | FV Salamander Kornwestheim (Manfred Henne, Wolfgang Mayer, Walter Adams)             | 7:18,8 min  | Hamburger SV (Erk Maasch, Udo-Jürgen Hennig, Jürgen Schmidt)                    | 7:21,4 min  | Hannover 96 (Rolf Falck, Clemens Dierker, Heiner Himstedt)                             | 7:25,2 min  |
| Hochsprung     | Gunther Spielvogel (SV Bayer 04 Leverkusen)                                          | 2,12 m      | Thomas Zacharias (SC Charlottenburg)                                            | 2,09 m      | Ingomar Sieghart (TSV 1860 München)                                                    | 2,09 m      |
| Stabhochsprung | Heinfried Engel (USC Mainz)                                                          | 5,15 m      | Claus Schiprowski (SV Bayer 04 Leverkusen)                                      | 5,00 m      | Volker Ohl (SG Arheilgen)                                                              | 4,90 m      |
| Weitsprung     | Hans Baumgartner (TV Heppenheim)                                                     | 7,72 m      | Bernd Roos (1. FC Kaiserslautern)                                               | 7,56 m      | Reinhold Boschert (Stuttgarter Kickers)                                                | 7,51 m      |
| Dreisprung     | Michael Sauer (USC Mainz)                                                            | 16,28 m     | Günter Krivec (FC Bayer 05 Uerdingen)                                           | 15,91 m     | Norbert Weiser (1. FC Bamberg)                                                         | 15,26 m     |
| Kugelstoßen    | Heinfried Birlenbach (Sportfreunde Siegen)                                           | 19,50 m     | Traugott Glöckler (USC Heidelberg)                                              | 17,97 m     | Reinhard Vogt (Hamburger SV)                                                           | 17,41 m     |

## Medaillengewinner Frauen
| Disziplin   | Gold                                                                                   | Leistung   | Silber                                                                   | Leistung   | Bronze                                                              | Leistung   |
| ----------- | -------------------------------------------------------------------------------------- | ---------- | ------------------------------------------------------------------------ | ---------- | ------------------------------------------------------------------- | ---------- |
| 50 m        | Bärbel Hähnle (VfR Achern)                                                             | 6,4 s      | Sybille Hermann (LC Recklinghausen)                                      | 6,4 s      | Elfgard Weismann (SpVgg Holzgerlingen)                              | 6,5 s      |
| 200 m       | Ute Hofmann (Homburger TG 1846)                                                        | 25,7 s     | Ursula Schruff (TuS 04 Leverkusen)                                       | 25,9 s     | Elisabeth Kamphues (TuS 04 Leverkusen)                              | 26,0 s     |
| 400 m       | Christel Frese (ASV Köln)                                                              | 56,4 s     | Inge Eckhoff (TSV Niendorf)                                              | 57,1 s     | Birgit Hefti (SV Lurup)                                             | 58,1 s     |
| 800 m       | Anita Rottmüller (Post SG Mannheim)                                                    | 2:12,9 min | Marita Kloth (LBV Phönix von 1903)                                       | 2:14,0 min | Hannelore Lempfuhl (TSV Tempelhof-Mariendorf)                       | 2:17,4 min |
| 1500 m      | Christa Kofferschläger (Elberfelder TG)                                                | 4:31,4 min | Ellen Tittel (TuS 04 Leverkusen)                                         | 4:38,8 min | Rosemarie Klute (LC Dortmund)                                       | 4:41,3 min |
| 50 m Hürden | Inge Schell (TSV 1860 München)                                                         | 7,1 s      | Heidemarie Rosendahl (TuS 04 Leverkusen)                                 | 7,2 s      | Ursula Farthmann (TuS 04 Leverkusen)                                | 7,3 s      |
| 4 × 160 m   | TuS 04 LeverkusenChristine Linz Ursula Schruff Elisabeth Kamphues Heidemarie Rosendahl | 1:20,4 min | Berliner SCEdith Lange Rosemarie Böß Sabine Buchholz Ursula von Bentheim | 1:20,5 min | TS 79 Bergisch-GladbachRath Jutta Kahmeier Karin Funke Annelie Klum | 1:21,6 min |
| Hochsprung  | Bärbel Sprywald (VfL Bochum)                                                           | 1,66 m     | Helga Krieß (USC Mainz)                                                  | 1,66 m     | Ulrike Jacob (1. FC Bamberg)                                        | 1,63 m     |
| Weitsprung  | Heidemarie Rosendahl (TuS 04 Leverkusen)                                               | 6,29 m     | Heidi Schüller (ASV Köln)                                                | 6,07 m     | Brigitte Krämer (LC Dortmund)                                       | 5,93 m     |
| Kugelstoßen | Marlene Fuchs (TSC Euskirchen)                                                         | 16,18 m    | Liesel Westermann (TuS 04 Leverkusen)                                    | 15,96 m    | Brigitte Berendonk (USC Heidelberg)                                 | 15,19 m    |